# KMF Titograd
KMF Titograd – czarnogórski klub futsalowy z siedzibą w mieście Podgorica, obecnie występuje w najwyższej klasie rozgrywkowej Czarnogóry. Jest sekcją futsalu w klubie sportowym OFK Titograd Podgorica.

## Sukcesy
- Mistrzostwo Czarnogóry (2): 2014/15, 2016/17[1]